# Terminalia riedelii
Terminalia riedelii är en tvåhjärtbladig växtart som beskrevs av August Wilhelm Eichler. Terminalia riedelii ingår i släktet Terminalia och familjen Combretaceae. Inga underarter finns listade i Catalogue of Life.